# Doldellops
Doldellops és un monument del municipi de Valls (Alt Camp) declarat bé cultural d'interès nacional.

## Descripció
Conjunt format per una edifici noble, dos jardins i la casa dels masovers. L'espai entre ambdós jardins forma una petita avinguda amb arbres que condueix a una volta de canó que passa per sota de l'edifici principal, i que fa de la part baixa de la Granja una continuació del camí forestal. La façana principal presenta una sèrie d'obertures distribuïdes irregularment. Un balcó central sobresurt del conjunt, amb barana de ferro forjat. A l'esquerra s'aixeca la capella, amb espadanya, dedicada a sant Cèsar. Annex i perpendicular a la part dreta de la façana principal, es troba edifici de les mateixes característiques. Cal remarcar l'existència de dos balcons del segle xviii, i d'una finestra gòtica que es conserva a la part posterior de l'edifici.

## Història
Doldellops era una granja del Monestir de Poblet documentada des del 1154. Per concessions reials al Monestir, esdevingué una important explotació agrícola a càrrec dels monjos. Al s. XIV s'hi establiren diversos molins i es bastí un gran edifici gòtic fortificat amb muralles i torres de defensa. L'any 1700 la granja va ser adquirida per Joan de Sagarra i Colom que feu restaurar les dependències i bastí una nova capella. Durant la Guerra de Successió Espanyola s'hi hostatjaren els exèrcits de l'Arxiduc Carles d'Àustria. La propietat fou de la família Sagarra fins al 1930, any en què va ser adquirida per l'arquitecte Cèsar Martinell, qui anà fent, amb el temps, importants modificacions. En l'actualitat és residència d'estiu de la família Martinell. Únicament els masovers hi resideixen tot l'any.